# Crisia calyptostoma
Crisia calyptostoma is een mosdiertjessoort uit de familie van de Crisiidae. De wetenschappelijke naam van de soort is voor het eerst geldig gepubliceerd in 1978 door Hayward & Ryland.